# 拉近網娛
拉近網娛集團有限公司（Lajin）（港交所：8172）是一家香港上市總部在北京的互聯網娛樂公司，主要股東為國美集團。
旗下業務包括主要業務是在電影製作及發行，亦有涉足電視劇製作及發行及藝人管理等業務。      